# Paronchestus cornutus
Paronchestus cornutus är en insektsart som först beskrevs av Johann Gottlieb Otto Tepper 1905.  Paronchestus cornutus ingår i släktet Paronchestus och familjen Phasmatidae. Inga underarter finns listade i Catalogue of Life.